# 黒田三郎
黒田 三郎（くろだ さぶろう、1919年（大正8年）2月26日 - 1980年（昭和55年）1月8日）は、日本の詩人。
東大経済学部卒。戦後の『智恵子抄』とも言える恋愛詩集『ひとりの女に』(1954年)と、妻の入院中、父娘2人の生活をうたった絶唱『小さなユリと』(1960年)で現代詩を誰にもわかる平明なものにした。ほかに『時代の囚人』(1965年)など。

## 略歴
広島県呉市出身。呉海兵団の副団長であった父・勇吉（海軍兵学校第21期）の退役に伴い、3歳からは、父の故郷・鹿児島で育つ。鹿児島県立第一鹿児島中学校 (旧制) 、第七高等学校造士館 (旧制) を経て東京大学経済学部卒業。戦時中、会社から派遣されたり現地召集で南洋の島々で過ごした。戦後はNHKに入局し、1947年、詩誌「荒地」創刊に参加し、詩や評論を発表する。
結核の闘病を続けながら、市民の生活に根ざした感情を平明な言葉で描いた。昭和30年（1955年）には最初の詩集『ひとりの女に』でH氏賞を受賞。1969年にNHKを退職後は、文筆活動に専念する。詩集には、長女のユリとの日常生活をつづる詩集「小さなユリと」、『失はれた墓碑銘』『もっと高く』など、評論集『内部と外部の世界』などがある。
1975年から詩人会議運営委員長をつとめた。1980年1月8日、下咽頭癌のため東京女子医科大学病院で死去。
詩作品はしばしば楽曲化され、クラシックやフォーク系の作曲家によって曲が付けられ、音源化もされている。一例として、赤い鳥（後藤悦治郎）「紙風船」、高田渡「夕暮れ」、小室等「苦業」など。

## 作品
- ひとりの女に 昭森社, 1954
- 失はれた墓碑銘 昭森社, 1955
- 渇いた心 昭森社, 1957
- 内部と外部の世界 評論集 昭森社, 1957
- 黒田三郎詩集 ユリイカ, 1958 (今日の詩人双書)
- 小さなユリと 昭森社, 1960
- 現代詩入門 思潮社, 1961
- もっと高く 思潮社, 1964
- 時代の囚人 昭森社, 1965
- 黒田三郎詩集 思潮社, 1968 (現代詩文庫)
- ある日ある時 昭森社, 1968
- 詩の作り方 明治書院, 1969
- 黒田三郎詩集 昭森社, 1970
- 詩の味わい方 明治書院, 1973 (味わい方叢書)
- 悲歌 昭森社, 1976
- 黒田三郎詩集 昭森社, 1976
- 死と死のあいだ 花神社, 1979
- 死後の世界 昭森社, 1979
- 新選黒田三郎詩集 思潮社, 1979 (新選現代詩文庫)
- 赤裸々にかたる 詩人の半生 新日本出版社, 1979
- 流血 思潮社, 1980
- 黒田三郎日記 戦後篇 1-2 思潮社, 1980-1981
- 黒田三郎日記 戦中篇 1-4 思潮社, 1981
- 黒田三郎著作集 1-3 思潮社, 1989